# Johann Carl Friedrich Rellstab
Johann Carl Friedrich Rellstab (27 febbraio 1759 – Berlino, 19 agosto 1813) è stato un compositore, critico musicale e editore musicale tedesco.

## Biografia
Rellstab fu una figura molto influente nella vita musicale di Berlino. Nella sua gioventù studiò la tastiera con Johann Friedrich Agricola e composizione con Carl Friedrich Christian Fasch. Continuò la sua educazione con Carl Philipp Emanuel Bach ad Amburgo, quando nel 1779 dovette rilevare l'attività tipografica di suo padre. Dato il suo interesse per la musica, Rellstab cambiò il suo interesse dirigendosi verso la musica. In seguito, Rellstab realizzò anche strumenti e vendette altre forniture musicali.
Le composizioni di Rellstab includono un Te Deum, una messa, numerose cantate, lieder e un singspiel, Die Apotheke.
Suo figlio Ludwig Rellstab (1799-1860) fu anche critico musicale e poeta; alcuni dei suoi versi furono scritti da Franz Schubert nel suo Schwanengesang. La figlia maggiore di Rellstab, Caroline Rellstab (1793-1813), era una cantante nota. Cantò a Breslavia dal 1811 ed era particolarmente nota per il suo ruolo di Regina della notte nella Die Zauberflöte di Mozart.